# 기각 구역
기각구역(棄却區域,rejection region) 또는 기각 영역은  가설검정(hypothesis test)에서, 영가설(H0)을 기각시키는 표본 공간의 영역을 가리킨다. 기각에 P값(또는 Sig)을 사용한다.

## T 테스트
|                                                                                                 |
| (예시) n=12 일대 자유도(df) 11에서 임계치 -1.796이하이다. 유의수준(significance level) α = 0.05 |

T 테스트에서 T 테이블은 유의수준(significance level) 95%일 때 영가설 기각영역(rejection region)은 회색으로 채색된다.

## 예
PSPP T 테스트(T-Test) 결과표(Output)
| Mean | Std. Deviation | S.E. Mean | t    | df | Sig(2-tailed) |
| 3.21 | 5.43           | 1.24      | 2.46 | 11 | 0.021         |

(예) α > sig(P) 이면 영가설 기각
α(0.05) > sig(0.021)임으로 영가설(H0)을 기각하고 연구결과로 통계적으로 유의미하다는 결론을 확인할 수 있다.

## 예 2
PSPP T-Test Output(독립표본테스트)
| Levene's Test for Equality of Variances | Levene's Test for Equality of Variances | T-Test for Equality of Means | T-Test for Equality of Means | T-Test for Equality of Means | T-Test for Equality of Means | T-Test for Equality of Means | T-Test for Equality of Means                     | T-Test for Equality of Means |
| F                                       | Std. Deviation                          | t                            | df                           | Sig(2-tailed)                | Mean Difference              | Std. Error Mean              | Lower(95% Confidence Interval of the Difference) | Upper                        |
| 1.58                                    | 0.209                                   | 0.15                         | 5584.01                      | .881                         | .01                          | .08                          | -.15                                             | .17                          |

(예) α > sig(P) 이면 영가설 기각
α(0.05) < sig(0.881)임으로 영가설(H0) 기각 실패이며 연구결과로 샘플간의 평균값이 통계적으로 유의미하지 않다는 결론을 확인할 수 있다.
(예) 레빈의 동질성 테스트(Levene's Test for Equality)
H0 : 샘플들간의 등분산성(等分散性,homoskedasticity)이 가정될수있다.
α > sig(P) 이면 영가설(분산의 등분산성 성립) 기각
α(0.05) < sig(0.209)임으로 영가설(H0)을 기각하고  연구결과(영가설 기각실패)가 등분산성을 가정한다는 타당성을 확인할 수 있다.

## 같이 보기
- F 값
- 단측-양측 검정